# Luperina sancta
Luperina sancta är en fjärilsart som beskrevs av Otto Staudinger 1891. Luperina sancta ingår i släktet Luperina och familjen nattflyn. Inga underarter finns listade i Catalogue of Life.